# Pimpinella pulneyensis
Pimpinella pulneyensis är en flockblommig växtart som beskrevs av James Sykes Gamble. Pimpinella pulneyensis ingår i släktet bockrötter, och familjen flockblommiga växter. Inga underarter finns listade i Catalogue of Life.